# هاروكا أياسي
هاروكا أياسي (باليابانية: 綾瀬 はるか) هي ممثلة ومغنية وعارضة يابانية، اسمها الحقيقي آيا تاديمارو (باليابانية: 蓼丸 綾)، ولدت يوم 24 آذار/مارس 1985 في أسامينامي-كو، محافظة هيروشيما.

## الأعمال

### أفلام
| السنة | العنوان        | الدور          |
| ----- | -------------- | -------------- |
| 2008  | الساعة السحرية | ناتسوكو شيكاما |
| 2015  | أختنا الصغيرة  | ساشي كودا      |

### مسلسلات
| السنة | العنوان                               | الدور        |
| ----- | ------------------------------------- | ------------ |
| 2006  | تاتا هيتوتسو نو كوي                   | ناو تسوكيوكا |
| 2016  | سيري نو موريبيتو - حامي الروح العظيمة | بلسا         |
| 2016  | لا تدعني أذهب أبداً                    | كيوكو هوشينا |

## روابط خارجية
- هاروكا أياسي على موقع IMDb (الإنجليزية)
- هاروكا أياسي على موقع ميوزك برينز (الإنجليزية)
- هاروكا أياسي على موقع أول موفي (الإنجليزية)
- هاروكا أياسي على موقع ديسكوغز (الإنجليزية)
- هاروكا أياسي على موقع قاعدة بيانات الفيلم (الإنجليزية)
- هاروكا أياسي على موقع ANN person (الإنجليزية)